# جرمیل کادجو
جرمیل کادجو (انگلیسی: Jermelle Cudjo؛ زادهٔ ۲۸ سپتامبر ۱۹۸۶) یک بازیکن فوتبال گریدیرون اهل ایالات متحده آمریکا است.
از باشگاه‌هایی که در آن بازی کرده‌است می‌توان به سنت لوئیس رمز اشاره کرد.